# Вроцлав-Свиняры
Вроцлав-Свиняры (пол. Wrocław Świniary) — остановочный пункт в городе Вроцлав, в Нижнесилезском воеводстве Польши. Имеет 2 платформы и 2 пути.
Остановочный пункт построен на железнодорожной линии Познань-Главный — Вроцлав-Главный в 1856 году, когда эта территория была в составе Королевства Пруссия.